# Logan Tom
Logan Maile Lei Tom (ur. 25 maja 1981 w Napa, Kalifornia) – amerykańska siatkarka, reprezentantka kraju, grająca na pozycji przyjmującej. Jedna z najlepszych siatkarek w historii żeńskiej siatkówki. Dwukrotna wicemistrzyni olimpijska (2008, 2012).

## Kariera
Jest córką byłego gracza NFL – Melvyna Toma. Chociaż dorastała z mamą i bratem w Salt Lake City, wakacje spędzała z ojcem na Hawajach, ucząc się serfować. Przygodę z siatkówką zaczynała jako siatkarka plażowa. W 2000 została najmłodszą kobietą wybraną do reprezentacji USA w siatkówce na Igrzyskach Olimpijskich. Miała wtedy 19 lat. Logan Tom ukończyła studia na Uniwersytecie Stanforda, studiowała stosunki międzynarodowe. Jednocześnie grała w zespole Stanford Cardinal, z którym zdobyła mistrzostwo kraju w 2001. Dwukrotnie wybrana najlepszą sportsmenką przez NCAA w 2003 i 2004 roku. Wraz z reprezentacją USA zdobyła srebrny medal na Mistrzostwach Świata w Niemczech.
Tom wzięła udział w sesji dla magazynu FHM. W 2005 roku znalazła się na liście 100 najseksowniejszych kobiet, zajęła 91. miejsce.
Posiada chińskie i hawajskie korzenie.
W trakcie sezonu 2006/2007 odeszła z hiszpańskiego klubu Spar Teneryfa Marichal z przyczyn osobistych.

## Przebieg kariery
| Zawodniczka     | Zawodniczka                  | Zawodniczka | Zawodniczka | Zawodniczka | Zawodniczka | Zawodniczka | Zawodniczka | Zawodniczka | Zawodniczka | Zawodniczka |
| Lata            | Kluby                        |             |             |             |             |             |             |             |             |             |
| --------------- | ---------------------------- | ----------- | ----------- | ----------- | ----------- | ----------- | ----------- | ----------- | ----------- | ----------- |
| 1999–2002       | Uniwersytet Stanforda        |             |             |             |             |             |             |             |             |             |
| 1999–2002       | Stanford Cardinal            |             |             |             |             |             |             |             |             |             |
| 2002–2003       | Minas Tênis Clube            |             |             |             |             |             |             |             |             |             |
| 2003–2004       | Monte Schiavo Jesi           |             |             |             |             |             |             |             |             |             |
| 2004–2005       | Chieri Volley                |             |             |             |             |             |             |             |             |             |
| 2005–2006       | Voléro Zurych                |             |             |             |             |             |             |             |             |             |
| 2006–2007       | Spar Teneryfa Marichal       |             |             |             |             |             |             |             |             |             |
| 2007–2008       | Dinamo Moskwa                |             |             |             |             |             |             |             |             |             |
| 2008–2009       | Hisamitsu Springs            |             |             |             |             |             |             |             |             |             |
| 2009–2010       | Asystel Novara               |             |             |             |             |             |             |             |             |             |
| 2010–2011       | Evergrande Volleyball        |             |             |             |             |             |             |             |             |             |
| 2011–2012       | Fenerbahçe Acıbadem Stambuł  |             |             |             |             |             |             |             |             |             |
| 2012–2013       | Unilever Rio de Janeiro      |             |             |             |             |             |             |             |             |             |
| 26.02.2014–2014 | Pallavolo Ornavasso          |             |             |             |             |             |             |             |             |             |
| 2014–2015       | RC Cannes                    |             |             |             |             |             |             |             |             |             |
| 2015            | Halkbank Ankara              |             |             |             |             |             |             |             |             |             |
| 2016            | Jakarta Pertamina Energi     |             |             |             |             |             |             |             |             |             |
| 2017            | Harbour Raiders VC           |             |             |             |             |             |             |             |             |             |
| 2017–2019       | Maccabi Hajfa VC             |             |             |             |             |             |             |             |             |             |
| 2019–2020       | Hapoel Kefar Sawa            |             |             |             |             |             |             |             |             |             |
| Trenerka        |                              |             |             |             |             |             |             |             |             |             |
| Lata            | Reprezentacja                |             |             |             |             |             |             |             |             |             |
| 2021–           | Reprezentacja Izraela kobiet |             |             |             |             |             |             |             |             |             |

## Sukcesy klubowe
Mistrzostwa ligi uniwersyteckiej NCAA:
- 2001
- 1999

Mistrzostwo Brazylii:
- 2013
- 2003

Puchar CEV:
- 2004

Puchar Top Teams:
- 2005

Puchar Szwajcarii:
- 2006

Mistrzostwo Szwajcarii:
- 2006

Liga Mistrzyń:
- 2012
- 2007

Mistrzostwo Hiszpanii:
- 2007

Mistrzostwo Rosji:
- 2008

Mistrzostwo Japonii:
- 2009

Mistrzostwo Chin:
- 2011

Mistrzostwo Turcji:
- 2012

Klubowe Mistrzostwa Ameryki Południowej:
- 2013

Mistrzostwo Francji:
- 2015

Mistrzostwo Indonezji:
- 2016

Mistrzostwo Nowej Zelandii:
- 2017

Puchar Izraela:
- 2018

Mistrzostwo Izraela:
- 2018, 2019, 2020

## Sukcesy reprezentacyjne
World Grand Prix:
- 2001, 2010, 2011
- 2003, 2004

Mistrzostwa Ameryki Północnej, Środkowej i Karaibów:
- 2001, 2003, 2005, 2011
- 2007

Mistrzostwa Świata:
- 2002

Puchar Panamerykański:
- 2003

Puchar Świata:
- 2011
- 2003, 2007

Igrzyska Olimpijskie:
- 2008, 2012

## Nagrody indywidualne
- 2001: MVP amerykańskiej ligi uniwersyteckiej NCAA
- 2003: Najlepsza przyjmująca turnieju Volley Masters Montreux
- 2003: Najlepsza przyjmująca Pucharu Panamerykańskiego
- 2004: MVP, najlepsza punktująca i serwująca World Grand Prix
- 2005: MVP i najlepsza atakująca turnieju finałowego Pucharu Top Teams
- 2006: MVP i najlepsza atakująca ligi szwajcarskiej w sezonie 2005/2006
- 2008: Najlepsza punktująca Igrzysk Olimpijskich
- 2010: Najlepsza przyjmująca Mistrzostw Świata
- 2011: Najlepsza serwująca Mistrzostw Ameryki Północnej, Środkowej i Karaibów